# Julian Dennison

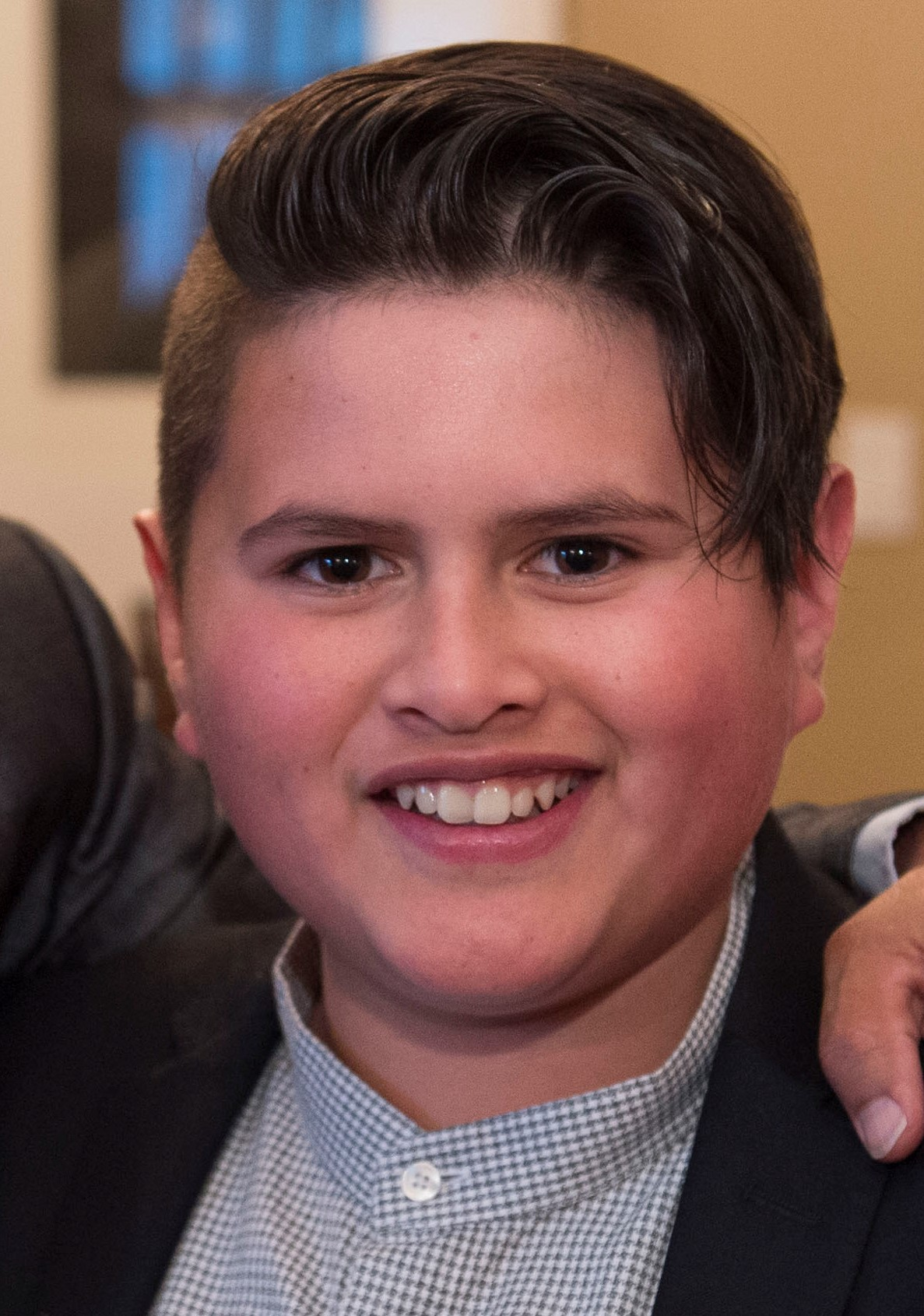
Julian Dennison (2016)

Julian Bailey Dennison (* 26. Oktober 2002 in Lower Hutt) ist ein neuseeländischer Schauspieler maorischer Abstammung.

## Leben und Karriere
Dennison wurde als eines von vier Kindern maorischer Eltern in Lower Hutt bei Wellington geboren. Er hat einen Zwillingsbruder namens Christian.
Seine erste Rolle übernahm er 2013 im Film Shopping, nachdem er bei einem Casting an seiner Schule teilgenommen hatte. Für seine darstellerische Leistung wurde er bei den New Zealand Film and Television Awards als Bester Nebendarsteller ausgezeichnet. 2015 folgte die Rolle des Kevin im australischen Jugenddrama Papierflieger. Seine schauspielerische Leistung beeindruckte den Regisseur Taika Waititi so sehr, dass er Dennison 2016 für seinen Film Wo die wilden Menschen jagen ohne Vorsprechen als Hauptrolle  besetzte. Der Film wurde zum finanziell erfolgreichsten des neuseeländischen Kinos.
2018 war Dennison in der amerikanischen Comic-Verfilmung Deadpool 2 in der Rolle Russell „Firefist“ Collins zu sehen, 2021 an der Seite von Millie Bobby Brown im Action-Film Godzilla vs. Kong. 2023 spielte er die Hauptrolle im neuseeländischen Coming-of-Age-Film Uproar.

## Filmografie (Auswahl)
- 2013: Shopping
- 2014: Papierflieger (Paper Planes)
- 2016: Wo die wilden Menschen jagen (Hunt for the Wilderpeople)
- 2016: Chronesthesia
- 2018: Deadpool 2
- 2019: Aroha Bridge (Fernsehserie, 6 Episoden, Stimme)
- 2019: The Strange Chores (Fernsehserie, 26 Episoden, Stimme)
- 2020: The Christmas Chronicles: Teil zwei (The Christmas Chronicles: Part Two)
- 2021: Godzilla vs. Kong
- 2023: Uproar
- 2024: Star Wars: The Bad Batch (Fernsehserie, 1 Episode, Stimme)
- 2024: Y2K
- 2025: Drachenzähmen leicht gemacht (How to Train Your Dragon)

## Auszeichnungen
- 2014: New Zealand Film and Television Awards als bester Nebendarsteller in Shopping